# Jason Matthews (écrivain)
Pour les articles homonymes, voir Matthews et Jason Matthews.
Jason Matthews, né le 17 septembre 1951 à Hartford dans le Connecticut et mort le 28 avril 2021 à Rancho Mirage en Californie, est un écrivain américain, auteur de romans d'espionnage.

## Biographie
Jason Matthews est un ancien agent de la CIA ayant pris sa retraite après 33 ans de service actif. Il est devenu romancier, l'écriture étant devenue « une forme de thérapie ».
En 2014, il publie son premier roman Le Moineau rouge (Red Sparrow) pour lequel il est lauréat du prix Edgar-Allan-Poe du meilleur premier roman. Il met en scène Nate Nash, un agent de la CIA et Dominika Egorova, une ancienne ballerine et agent russe synesthète avec qui il entretient une liaison.
Ce roman est adapté au cinéma sous le titre éponyme en 2018 par Francis Lawrence.
Deux autres romans poursuivent la série, Palace of Treason en 2015 et The Kremlin’s Candidate en 2018.

## Œuvre

### Romans

#### SérieDominika Egorova et Nate Nash
- Red Sparrow (en) (2013)
  - Le Moineau rouge, Le Cherche Midi, coll. « Thrillers » (2015)  (ISBN 978-2-7491-4076-6), réédition Le Grand Livre du mois (2015)  (ISBN 978-2-286-12026-9), rééditions Éditions Points, coll. « Thriller » no P4407 (2016)  (ISBN 978-2-7578-5318-4)
- Palace of Treason (2015)
- The Kremlin’s Candidate (2018)

## Adaptation
- 2018 : Red Sparrow réalisé par Francis Lawrence avec Jennifer Lawrence dans le rôle de Dominika Egorova et Joel Edgerton dans celui de Nathaniel Nash

## Prix et distinctions

### Prix
- Prix Edgar-Allan-Poe 2014 du meilleur premier roman pour Red Sparrow[5]

### Nominations
- Thriller Award 2014 du meilleur premier roman pour Red Sparrow[6]
- * Prix Barry 2014 du meilleur thriller pour Red Sparrow[7]